# Dornstadt
Dornstadt – miejscowość i gmina w Niemczech, w kraju związkowym Badenia-Wirtembergia, w rejencji Tybinga, w regionie Donau-Iller, w powiecie Alb-Donau, siedziba wspólnoty administracyjnej Dornstadt. Leży ok. 8 km na północ od Ulm, przy skrzyżowaniu autostrady A8 z drogą krajową B10.

## Dzielnice
W skład gminy wchodzą następujące dzielnice:
- Bollingen
- Scharenstetten
- Temmenhausen
- Tomerdingen

## Galeria

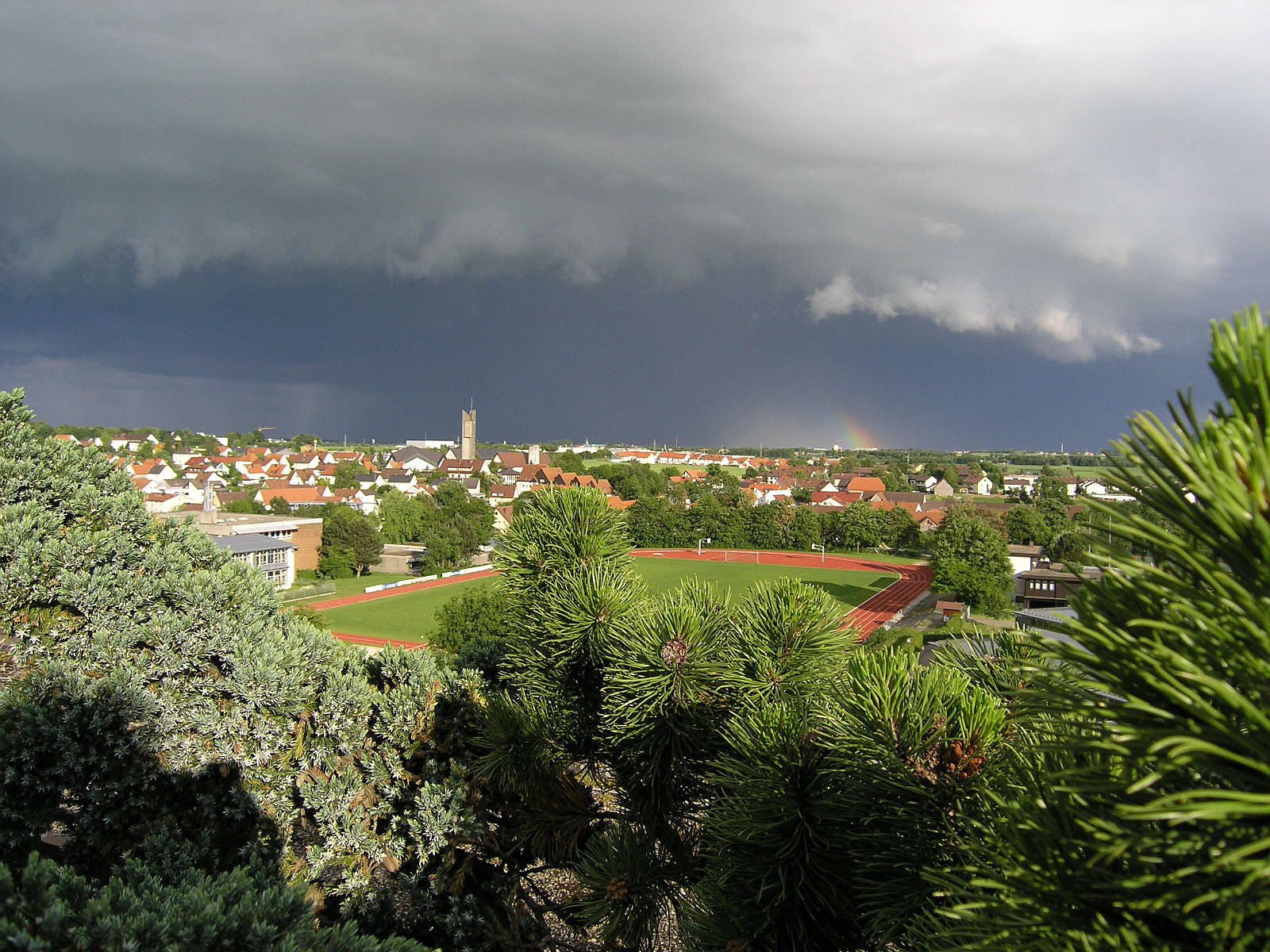
Dornstadt
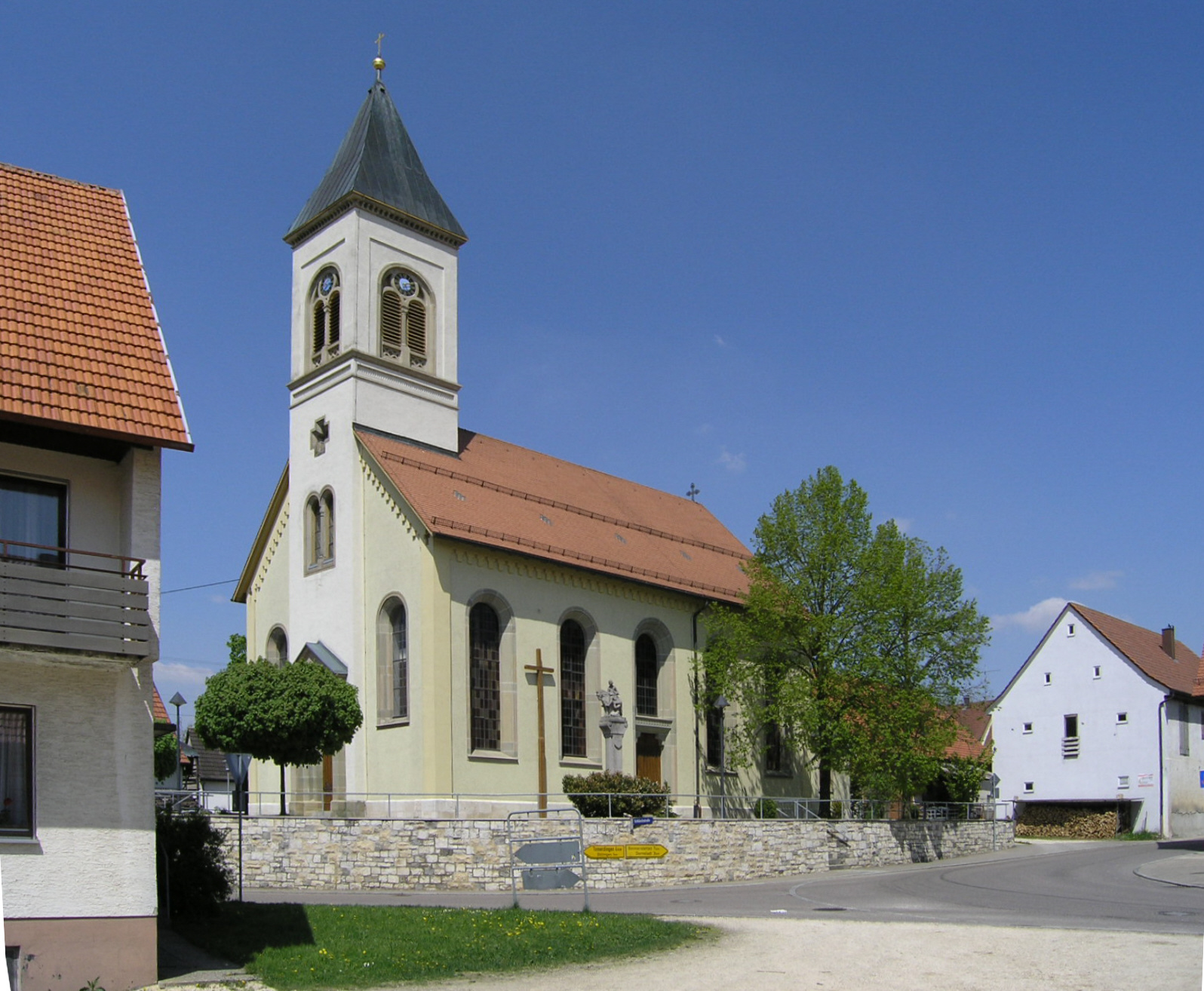
Kościół pw. św. Stefana (St. Stephanus) w Bollingen
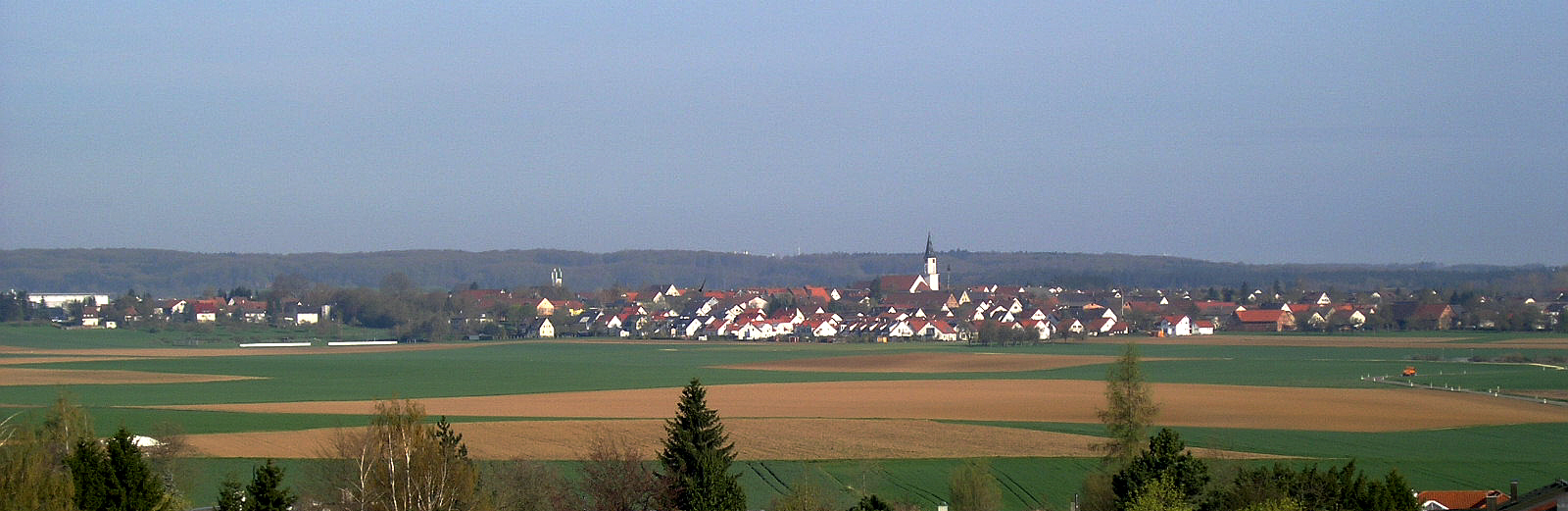
Tomerdingen